# 卡扎诺-迪特拉米尼亚
卡扎诺-迪特拉米尼亚（義大利語：Cazzano di Tramigna），是意大利威尼托大区维罗纳省的一个市镇。总面积12.25平方公里，人口1521人，人口密度124.2人/平方公里（2009年）。国家统计（ISTAT）代码为023024。